# More & More
More & More es el noveno EP del grupo femenino surcoreano Twice. Fue lanzado el 1 de junio de 2020 por JYP Entertainment y distribuido por Dreamus Company Korea. Está compuesto por seis pistas, incluyendo el sencillo principal del mismo nombre.

## Antecedentes y lanzamiento
El 28 de abril de 2020, el grupo anunció que su próximo sencillo se titularía «More & More». El 3 de mayo de 2020, Twice anunció que More & More también sería el título de su noveno EP a través de su banner Twitter. El 8 de mayo de 2020, el grupo anunció el contenido de las tres versiones físicas del álbum y la fecha de pedido anticipado. El 18 de mayo, la lista de canciones fue revelada a través de la cuenta su Twitter.
El 27 de mayo, se informó que las ventas de pedidos anticipados de More & More habían superado los 500 000, convirtiéndolo en su álbum más vendido hasta la fecha.
El 20 de agosto, Twice lanzó la versión en inglés de su sencillo «More & More», convirtiéndose en su primer sencillo en  inglés de la agrupación.

## Lista de canciones
| Lista de canciones de More & More |                       |                                      |                                                                                               |          |  |
| N.º                               | Título                | Letras                               | Música                                                                                        | Duración |  |
| 1.                                | «More & More»         | J.Y. Park · BIBI                     | MNEK · Justin Tranter · Julia Michaels · Zara Larsson                                         | 3:19     |  |
| 2.                                | «Oxygen»              | JQ · Jeong Il-kwon (makeumine works) | Johan Gustafsson · Josefin Glenmark                                                           | 3:45     |  |
| 3.                                | «Firework»            | Kim Soo-jeong                        | Billie Jean (BADD)· Kim Jin-hyung · Slyberry · Sophia Pae                                     | 3:13     |  |
| 4.                                | «Make Me Go»          | Nayeon                               | Ryan Ashley · Shift K3Y · BB Diamond                                                          | 3:06     |  |
| 5.                                | «Shadow»              | Jam Factory                          | LDN Noise · Chloe Lattimer · Hannah Wilson                                                    | 2:48     |  |
| 6.                                | «Don't Call Me Again» | Park Lee-soo                         | Markus "Mack" Sepehrmanesh · Emanuel "Email" Abrahamsson · Imani Williams · Iman Conta Hultén | 2:53     |  |
| 7.                                | «Sweet Summer Day»    | Jeongyeon · Chaeyoung                | Drew Ryan Scott · Gabe Lopez · Sean Michael Alexander                                         | 3:11     |  |

## Reconocimientos

### Premios y nominaciones
| Año  | Evento                  | Premio                       | Resultado | Ref.   |
| ---- | ----------------------- | ---------------------------- | --------- | ------ |
| 2020 | Mnet Asian Music Awards | Álbum del año                | Nominado  | [ 6 ]  |
| 2021 | Gaon Chart Music Awards | Álbum del año - 3º trimestre | Nominado  | [ 7 ]  |
| 2021 | Golden Disc Awards      | Álbum Bonsang                | Ganador   | [ 8 ]  |
| 2021 | Golden Disc Awards      | Álbum Daesang                | Nominado  | [ 9 ]  |
| 2021 | HallyuLife Awards       | Álbum del Año                | Nominado  | [ 10 ] |

### Listados
| Publicación | Lista                  | Ranking  | Ref.   |
| ----------- | ---------------------- | -------- | ------ |
| Pop Crush   | 25 Best Albums Of 2020 | Incluida | [ 11 ] |